# سباق جدة
سباق جدة، هو مضمار سباق للسيارات في جدة، المملكة العربية السعودية، وتمت الموافقة على المشروع من قبل الأمير سلطان بن عبد العزيز منذ عام 2006. فهي موطن لأكاديمية جدة للسباق، والتي افتتحت في عام 2008.

## موقع
يقع مضمار سباق جدة في مدينة الملك عبدالله الرياضية بحي الأصالة شمال جدة   بين مطار الملك عبد العزيز الدولي وشاطئ أبحر الجنوبي.